# Ornebius leai
Ornebius leai is een rechtvleugelig insect uit de familie Mogoplistidae. De wetenschappelijke naam van deze soort is voor het eerst geldig gepubliceerd in 1951 door Lucien Chopard.